# حسن بن رحمة القاسمي
حسن بن رحمة القاسمي كان حاكم رأس الخيمة من 1814 إلى 1820. اتهمته البريطانية بالإشراف على عدد من أعمال القرصنة البحرية، وهو ما نفاه. على الرغم من توقيع معاهدة السلام مع البريطانيين في أكتوبر 1814، شنت حملة الخليج الفارسي 1819 ضد رأس الخيمة في ديسمبر 1819 وعزل حسن بن رحمة من منصب شيخ رأس الخيمة، والذي تنازل للبريطانيين في اتفاقية أولية لـ المعاهدة العامة للسلام 1820.

## القاعدة
ابن شقيق حاكم إمارة رأس الخيمة، سلطان بن صقر القاسمي، ظهر حسن بن رحمة كحاكم فعلي حكم رأس الخيمة عام 1814، مع أنه من المرجح أن حكمه بدأ قبل هذا الوقت.
كان تابعاً لحاكم الدولة السعودية الأولى، عبد الله بن سعود (ووالده سعود بن عبد العزيز). أثناء زيارة عبد الله في الرياض في أغسطس 1814، تلقى حسن بن رحمة خطابًا من المقيم البريطاني في بوشهر يتهمه فيه بالمسؤولية عن سرقة قاربين من بومباي محملين بالحبوب. يبدو أن ستة قوارب تابعة للقواسمي استولت على القوارب قبالة كراتشي في 14 يناير 1814، على الرغم من أن رسالة العميل البريطاني تؤكد أن سفن القواسم استولت على ستة أو ثمانية قوارب قبالة سواحل كراتشي والسند.
ونفى حسن هذه الاتهامات، مشيراً إلى أن قوارب القاسمي سافرت بالفعل إلى السند حيث كانت تمارس التجارة. ومع ذلك، فقد قام أيضًا بالتمييز الدقيق بين الرعايا البريطانيين والحرف المحلية ذات الأصل الهندي ونفى الاستيلاء على أي قارب يحمل تصاريح وألوانًا بريطانية. وقد قبل ذلك المقيم في بوشهر، ويليام بروس.
في 6 أكتوبر 1814، إبرم اتفاقية بين بروس وممثل حسن بن رحمة، حيث وافق القاسمي على احترام السفن التي ترفع العلم البريطاني وضمان المرور الآمن لكل من السفن البريطانية والقاسمية إلى موانئ رأس الخيمة. والهند. وتتميز سفن القاسمي برفع علم أحمر في وسطه مكتوب عليه "إله واحد محمد رسول الله".

### اتهامات بالقرصنة
ومع ذلك، بعد وقت قصير من توقيع الاتفاقية، استولى على قارب بريطاني أثناء زيارته لرأس الخيمة يحمل رسائل إلى حسن بن رحمة من بروس، وقد عانى المبعوث من "المعاملة الأكثر مهينة". ثم تبع ذلك سلسلة من حوادث "القرصنة والنهب" على مدى السنوات الأربع التالية، مع ألقى المؤرخ جون غوردون لوريمر، الذي أكد أن القاسمي "ينغمس الآن في كرنفال من الفوضى البحرية، والذي حتى سجلهم السابق لم يقدم أي نظير له". وقد وصفت الاتهامات البريطانية ضد القاسمي في هذا الوقت بأنها نتيجة لمجموعة من أعمال الحرب المشروعة التي قاموا بها ضد مسقط (التي كانوا في حالة حرب) والارتباك مع الارتباك مع القرصان القطري رحمة بن جابر الجلهمي، ما إذا كانت الاتهامات لا أساس لها من الصحة، وتشكل جزءًا من محاولة للحد من التجارة العربية مع الهند من جانب شركة الهند الشرقية (الحجة التي طرحها سلطان بن محمد القاسمي في كتابه “أسطورة القرصنة في الخليج العربي”) أو كتالوج أعمال القرصنة، كانت النتيجة النهائية هي نفسها. كان البريطانيون مصممين على التحرك ضد رأس الخيمة.
في مارس 1819 ذهب حسن بن رحمة إلى حاكم البحرين عبد الله بن أحمد للتوسط مع البريطانيين وإطلاق سراح السجناء (سلم 17 من الرعايا البريطانيين، جميعهم نساء هنديات، إلى البريطانيين). لم تلق شكاواه إلى البريطانيين آذانًا صماء، وكذلك عرضه (في سبتمبر 1819) بإرسال ثلاثة مبعوثين للتفاوض على السلام. عند وصولهم إلى بوشهر، إرجع الممثلين الثلاثة.

## سقوط رأس الخيمة

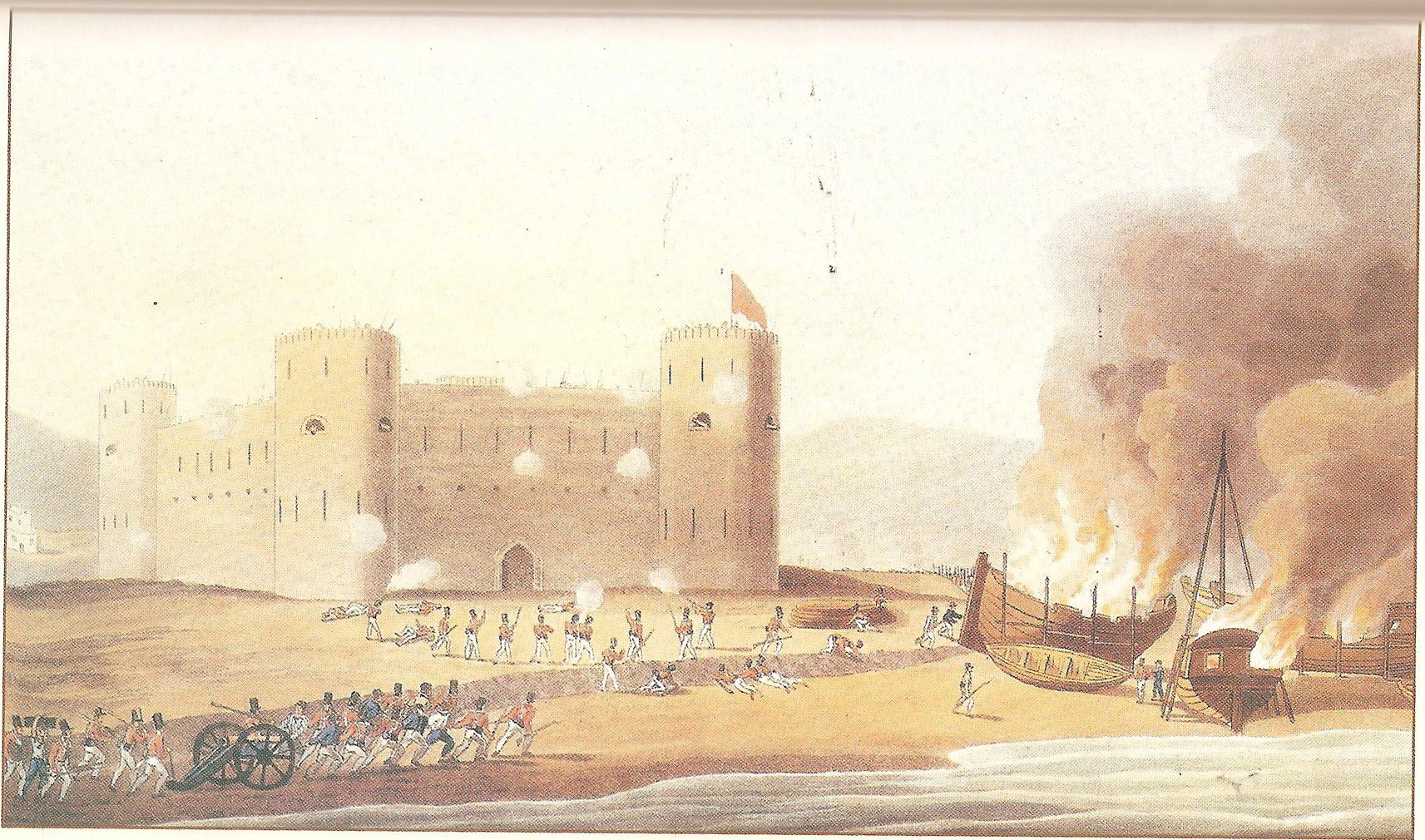
رأس الخيمة تتعرض لهجوم من قبل البريطانيين في ديسمبر 1819

في نوفمبر 1819، شرع البريطانيون في حملة استكشافية ضد رأس الخيمة، بقيادة اللواء وليام كير جرانت، بفصيلة قوامها 3000 جندي. قدم البريطانيون عرضًا إلى سعيد بن سلطان البوسعيدي حيث يصبح حاكمًا لساحل القراصنة إذا وافق على مساعدة البريطانيين في حملتهم الاستكشافية. وأرسل قوة قوامها 600 رجل وسفينتين.
وتجمعت القوة قبالة سواحل رأس الخيمة يومي 25 و26 نوفمبر، وفي 2 و3 ديسمبر، إنزلت القوات، وفي 5 ديسمبر، قصفت المدينة من البر والبحر. واستمر القصف على مدار الأيام الأربعة التالية حتى اقتحم قلعة وبلدة رأس الخيمة في اليوم التاسع. عند سقوط رأس الخيمة، إرسل ثلاث طرادات لحصار رامس إلى الشمال، وتبين أن هذه أيضًا مهجورة وانسحب سكانها إلى أعلى التل "المنيع". قلعة ضاية. سقط الحصن في 22 ديسمبر.
أدت هزيمة رأس الخيمة إلى سقوط خمسة ضحايا بريطانيين فقط مقابل 400 إلى 1000 ضحية قيل إنها تكبدتها القواسم.
فجرت مدينة رأس الخيمة وأنشئت فيها حامية مكونة من 800 سباهي ومدفعية. ثم زارت البعثة الجزيرة الحمراء، التي كانت مهجورة، لكنها واصلت بعد ذلك تدمير التحصينات والسفن الكبيرة في أم القيوين، عجمان، فشت، الشارقة، أبو هيل ودبي. كما دمر عشر سفن كانت قد لجأت إلى البحرين.

## المعاهدة البحرية العامة
بعد هزيمته، سلم حسن بن رحمة نفسه للبريطانيين وسجن، لكن أطلق سراحه عندما تبين أن سجنه لم يحظ بشعبية كبيرة. وقع اتفاقية مبدئية تنازل فيها عن مدينة رأس الخيمة ومنطقة المهرة للبريطانيين لاستخدامها كحامية.
المعاهدة العامة لوقف النهب والقرصنة عن طريق البر والبحر، بتاريخ 5 فبراير 1820، وقع عليها في أماكن مختلفة في رأس الخيمة، قلعة الفلاية والشارقة من قبل شيوخ أبوظبي، الشارقة، عجمان، أم القيوين ورأس الخيمة والبريطانيون. وقع حسن بن رحمة على المعاهدة بصفته "شيخ حط وفالنا، رأس الخيمة سابقًا" ('حت' هي قرية خت الحديثة) و'فالنا' هي ضاحية رأس الخيمة الحديثة، الفحلين بالقرب من موقع قلعة الفلاية).
بعد توقيع المعاهدة من قبل وليام كير جرانت وجميع حكام الساحل المتصالح، أوضحت الحكومة في بومباي أنها غير راضية تمامًا عن تساهله بشأن القبائل الساحلية وأرادت، "إذا لم يفت الأوان، فرض بعض الشروط الأكثر صرامة". وكان إطلاق سراح الحسين بن علي، الزعيم الوهابي وزعيم الكباش وضاية، مؤسفاً بشكل خاص. عُزل حسن بن رحمة عام 1820 وأصبح الشيخ سلطان بن صقر القاسمي، حاكم الشارقة، حاكماً أيضاً لرأس الخيمة.